# Palazzo ducale di Braunschweig
Il palazzo ducale di Braunschweig( noto in tedesco come Braunschweiger Schloss) è ad oggi un edificio nel centro della città di Braunschweig. La struttura  originale del palazzo risale al 1753 e fino all'8 Novembre 1918  rappresentava la residenza dei duchi di Brunswick dalla casa dei Welfen. Il palazzo ducale fu gravemente danneggiato da forti incursioni aeree durante la seconda guerra mondiale e infine demolito nel 1960. Nel 2005 è stato costruito un edificio moderno che si presenta con la facciata del palazzo storico, riutilizzando in parte materiali originali.

## Storia
Nel punto in cui l'architetto Hermann Korb fece costruire il primo palazzo ducale nel 1717 si trovava, fin dal Medioevo, una piazza adibita a mercato dove si affacciava anche una proprietà dei monaci cistercensi, del monastero di Riddagshausen situato ad est di Braunschweig. Nel 1717 iniziarono numerosi lavori di costruzione e i vecchi edifici del monastero furono demoliti e così emerse gradualmente la prima residenza dei duchi a Braunschweig. Sebbene il castello non fosse stato ancora completato nel 1753, la residenza dei duchi di Brunswick-Lüneburg fu trasferita a Braunschweig. Fu solo nel 1790 durante il ducato di Carlo Guglielmo Ferdinando che la sezione centrale del palazzo fu completata in puro classicismo tra il 1783 e il 1791.   

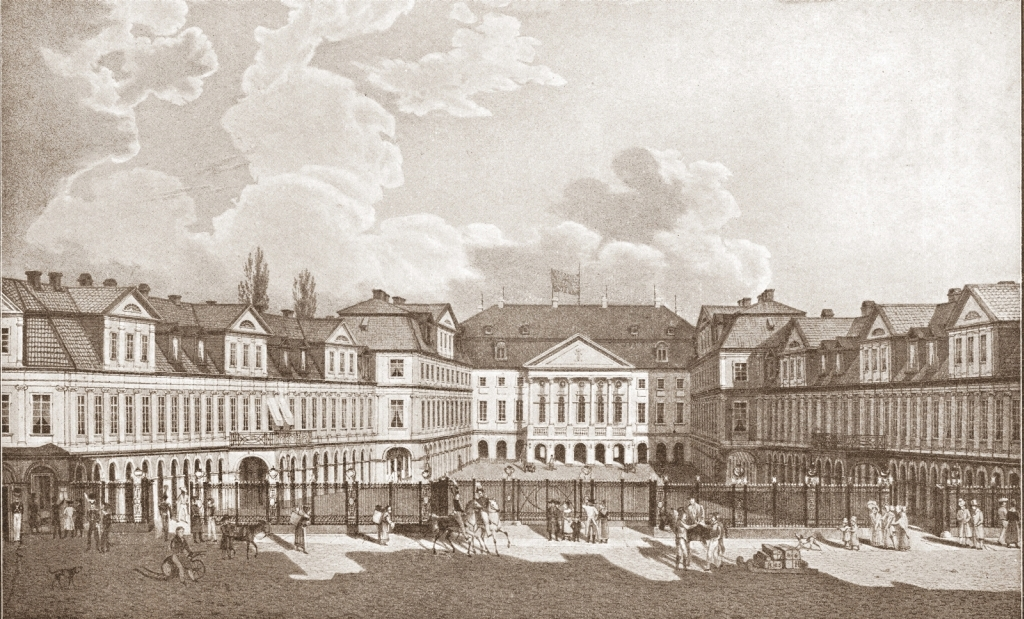
Il palazzo prima della ristrutturazione del 1830

Durante l'occupazione e l'annessione della città e del ducato di Braunschweig da parte delle truppe di Napoleone I tra il 1806 e il 1813, Peter Joseph Krahe ristrutturò l'edificio per Girolamo Bonaparte, fratello di Napoleone e re del Regno di Vestfalia, il quale aveva scelto Braunschweig come residenza reale invernale. 

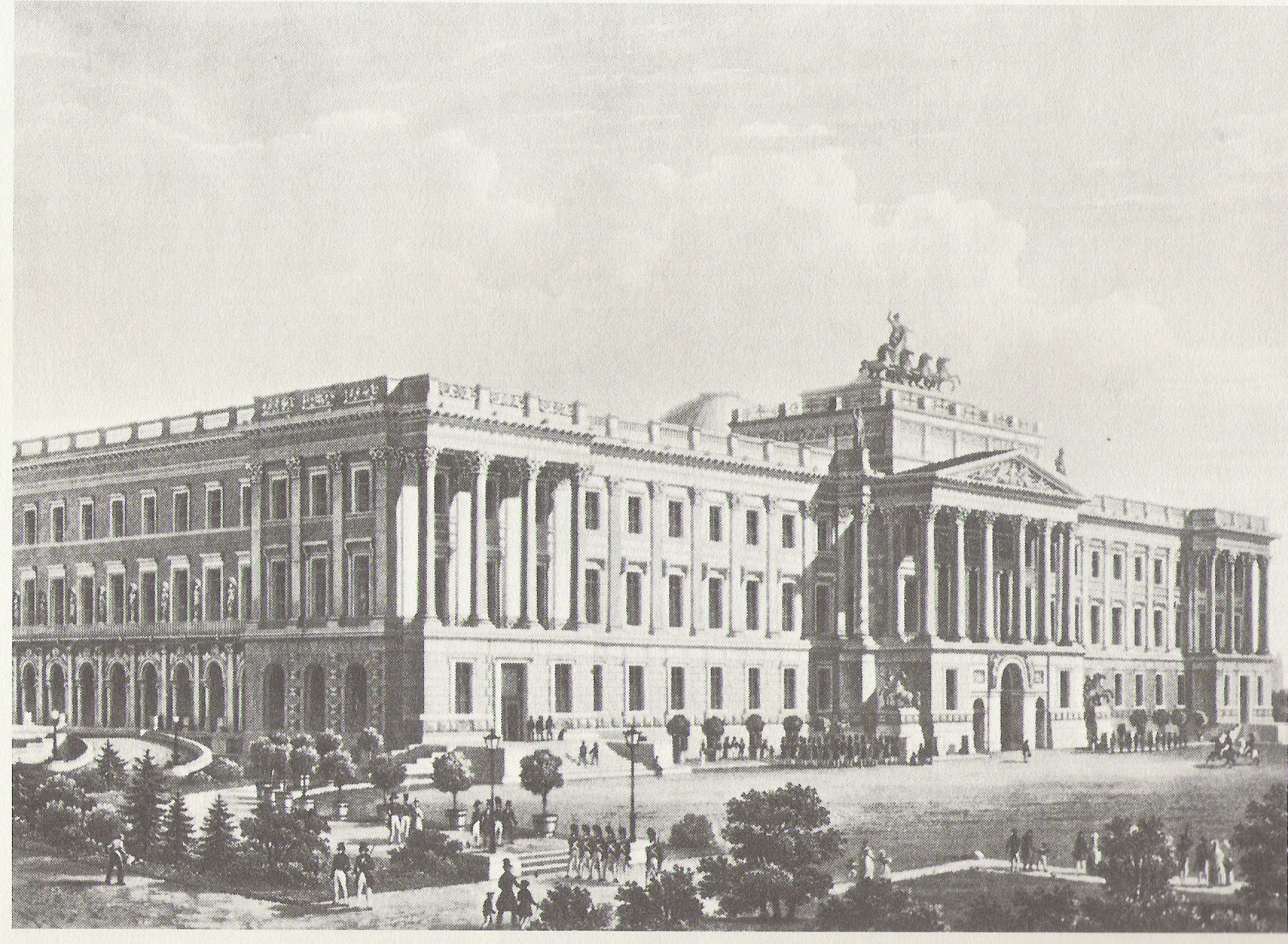
Vista del palazzo ducale di Braunschweig intorno al 1840

Nel settembre 1830, come nel resto d'Europa, ci fu una rivoluzione a Braunschweig e nel corso di questa rivolta una folla di cittadini prese d'assalto prima la splendida area recintata della residenza e poi il castello per saccheggiarlo e infine incendiarlo.  
In seguito ai moti rivoluzionari, pacificatasi la situazione, l'architetto di corte Carl Theodor Ottmer, formatosi nell'area intorno a Karl Friedrich Schinkel, ricevette l'ordine di progettare e costruire una nuova residenza. Nel marzo 1833 fu posta la prima pietra per questo nuovo edificio. L'edificio a tre ali rivolto a ovest, a forma di U, fu completato nel dicembre 1837. 
Dopo la seconda guerra mondiale e i bombardamenti che colpirono Braunschweig, il palazzo fu fortemente danneggiato. Fu deciso di demolire i resti nel 1960. Questa demolizione fu un processo unico nella Germania occidentale, che nel dopoguerra tedesco ha i suoi paralleli solo in varie demolizioni nella RDT. Dal 2005 al 2007, in questo sito è stato costruito un nuovo edificio, che combina il centro commerciale "Schloss-Arkaden" con la ricostruzione della facciata esterna del castello di Braunschweig. 
Come struttura indipendente continua verso nord in un moderno edificio commerciale. L'80% dell'area del castello ricostruito è amministrata dalla città e viene utilizzata per scopi culturali, tra le altre cose come biblioteca della città e museo del palazzo.  
Le statue equestri del 1869 erette davanti al palazzo, danneggiate durante la guerra e più volte restaurate, raffiguranti i duchi Carlo Guglielmo Ferdinando e Federico Guglielmo erano state spostate all'inizio degli anni Settanta ma dal 2007 sono tornate nella loro sede originaria, di fronte al palazzo.

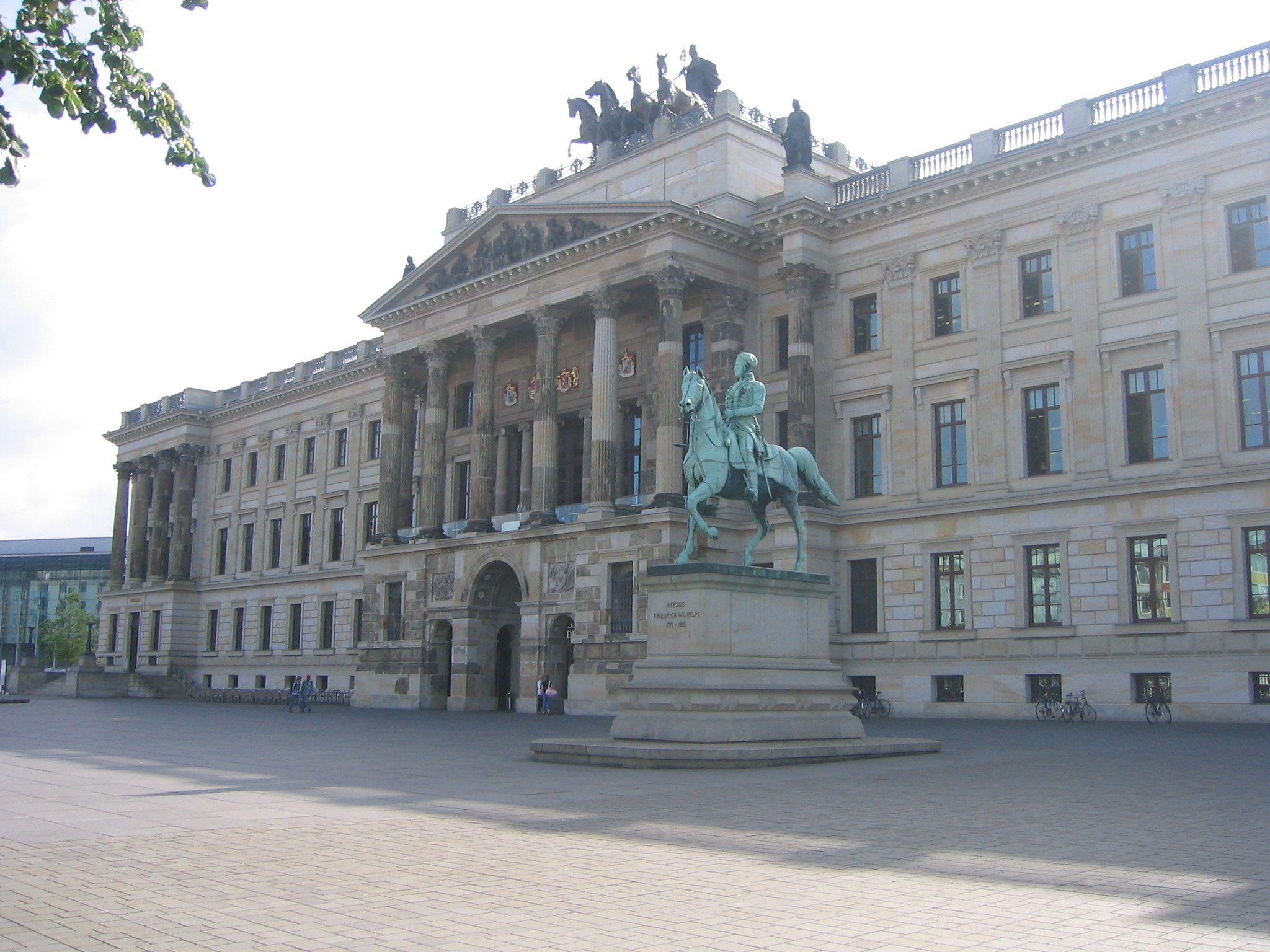
Ingresso principale del palazzo ricostruito